# Palpita magniferalis
Palpita magniferalis  is een vlinder uit de familie van de grasmotten (Crambidae), uit de onderfamilie van de Spilomelinae. De wetenschappelijke naam van deze soort is voor het eerst voorgesteld als Botys magniferalis  door Francis Walker in een publicatie uit 1861.
De soort komt voor in de oostelijke helft van de Verenigde Staten en in  Canada.